# ハンゲーム presents 超!Online Station
『ハンゲーム presents 超!Online Station』（ - プレゼンツ スーパーオンラインステーション）は2008年7月22日から2010年3月30日まで超!A&G+で放送されていたラジオ番組である。略称は「オンステ」。

## 概要
スポンサーであるハンゲームが展開しているオンラインゲームの紹介や、それらのゲームを使った対決コーナーなどが行われていた。
番組は生放送であり、初回から音声と共にスタジオ内の収録風景が簡易動画にて配信されていた。
なお、2008年9月30日生放送分まではこの番組のみ簡易動画配信番組だったため、動画つきの配信を視聴するためには番組公式サイトを経由する必要があった。

## 放送時間
2008年7月22日 - 9月23日
- 毎週火曜日 22:00 - 23:00（毎週水曜日 12:00 - 13:00）

2008年9月30日 - 2009年3月24日
- 毎週火曜日 22:00 - 23:00（毎週水曜日 12:00 - 13:00、翌週月曜日 23:30 - 24:30、翌週火曜日 13:30 - 14:30）

2009年3月31日
- 毎週火曜日 22:00 - 23:00（毎週水曜日 12:00 - 13:00、翌週月曜日 24:00 - 25:00、翌週火曜日 12:00 - 13:00）

2009年4月7日 - 2010年3月30日
- 毎週火曜日 22:00-23:00（毎週水曜日 10:00 - 11:00、翌週月曜日 24:00 - 25:00、翌週火曜日 12:00 - 13:00）※翌週月・火曜日のリピートは3月30日をもって終了（最終回のリピートは3月31日の1回のみとなった。）。

## パーソナリティ
メインパーソナリティ
- 荻原秀樹
- 豊崎愛生

アシスタント
- 井澤詩織

オンステメイツ(ゲームの極)
- 1号榊美香
- 2号三田亜沙子
- 3号桜井悠子

構成作家
- Charly

### 過去のパーソナリティ
- ビューティーこくぶ( - 2010年1月26日)

## コーナー
時刻は生放送時のタイムテーブル
2008年7月22日-2009年3月
- 22:15 バトルキャラクターファクトリー
メインパーソナリティ二人が色々な対決をし、対決の結果によってMMORPG「アークロード」上に作ってあるキャラクターの行動を決めるコーナー。井澤詩織が司会をする。
- 22:10、22:30 メール紹介コーナー
- 22:35 ビューティーインフォメーション（ビューティーこくぶ欠席の場合は別コーナーが放送される場合もある。）
ビューティーこくぶが「ハンゲーム」のゲームを紹介するコーナー。
- 22:50 オンラインゲームコーナー（週代わりで以下の2つのコーナーが行われる。）
  - 私を守って! ナイト オブ アラド!
リスナーと電話をつないで豊崎愛生とゲームを楽しむコーナー。アラド戦記で2対2の対決を行い、豊崎愛生を守りきったリスナーには番組からプレゼントが贈られる。
  - ファミスタオンライン! 最強ナインへの道!
メインパーソナリティ二人がプロ野球ファミスタオンラインの投手と打者になり対決するコーナー。
今までに番組で採用されたリスナーは番組オリジナルのチームに登録される。

2009年4月7日- 2010年1月26日
- 22:00　オープニング、テーマメール呼び込みの告知など
- 22:10　メール紹介コーナーpart1
- 22:15　目指せ!NO1．ギルド!　ロードtoアークロード
MMORPG「アークロード」内で作られた、オンステ公式ギルド「オンステマスター」を盛り上げるべく、荻原と豊崎の2人が毎回様々なチャレンジを行う。チャレンジが成功すれば、２人のマスターポイントは増えるが、チャレンジに失敗すると、オンステ判定委員会(番組スタッフ)による判定により、チャレンジの足を引っ張った方のマスターポイントが減少する。また、コーナー内でその週のギルドの活動方針を発表。翌週に活動報告がされる。

- 22:28頃-22:30頃　メール紹介コーナーpart2
- 22:34頃　ビューティーこくぶのこくダネニュース
ハンゲームに関する最新ニュースとトピックスの紹介をキャスター風にビューティーこくぶが伝えると同時にビューティーこくぶの独断と偏見で発表する「ビューティーランキング」のコーナーの構成。
このコーナーのエンディング曲が流れている間に井澤詩織とビューティーこくぶはスタジオ卓からスタッフブースへ移動して、代わりにCM明けのコーナーに登場する新コーナー担当のオンステメイツ女性3人が豊崎・荻原の反対側スタジオ卓に座る。
- 22:45頃-47頃　ゲームの極
様々なオンラインゲームを極めてリスナーも参加して番組を盛り上げていくコーナー。このコーナーはオンステメイツ3人と荻原・豊崎さらにリスナーの参加で毎月ごとに異なる無料オンラインゲームに挑戦していく。見事に1つのミッションを合格させたリスナーにはハンゲームからコントローラーパッドをプレゼントしている。
- 22:55頃　エンディング
- 22:59　クロージング
- 23:00　生放送終了

2010年2月2日 - 2月22日
- 22:00　オープニング、テーマメール呼び込みの告知など
- 22:10　メール紹介コーナーpart1
- 22:15-24　カナンあらすじチャレンジ！
荻原・豊崎が前週のラジオドラマ「みんなの冒険大陸カナン～英雄の絆～」にちなんだチャレンジを行う
- 22:24-31頃　ONNヘッドライン
ハンゲームに関する最新ニュースとトピックスをキャスター風に井澤が伝える。最後に井澤がトピックスにちなんだ恥ずかしいセリフを言う
- 22:31-34頃　メール紹介コーナーpart2
- 22:35-44分 ラジオドラマ「みんなの冒険大陸カナン～英雄の絆～」
ハンゲームのオンラインゲーム「みんなの冒険大陸カナン」のラジオドラマ。主人公ヘイング役は日笠陽子、他キャストはオーディションで選ばれたリスナーが演じる。
- 22:45-54分　メール紹介コーナー
- 22:55頃　エンディング
- 22:59　クロージング
- 23:00　生放送終了

2010年3月2日 - 30日
- 22:00　オープニング、テーマメール呼び込みの告知など
- 22:10　メール紹介コーナーpart1
- 22:15-24　オンラインゲーム特集①
2010年3月2日：エレメンタルモンスターTD～ギルドガーディアンズ、3月9日：プロ野球ファミスタオンライン2010、3月18日・22日：ELSWORD
- 22:24-31頃　ONNヘッドライン
ハンゲームに関する最新ニュースとトピックスをキャスター風に井澤が伝える。最後に井澤がトピックスにちなんだ恥ずかしいセリフを言う
- 22:31-34頃　メール紹介コーナーpart2
- 22:35-44分 オンラインゲーム特集②
- 22:45-54分　メール紹介コーナー
- 22:55頃　エンディング
- 22:59　クロージング
- 23:00　生放送終了

## ゲスト
- 2010年2月2日 日笠陽子
- 2010年3月30日 森永理科(※予告なしの飛び入り出演)

## 公開録音
- 番組初の公開録音が2008年10月12日に東京ゲームショウの会場にて行なわれた（この模様は2008年10月14日放送分にて放送された。）。

ハンゲーム Presents 超!Online Station in 第2回ファミスタオンライン全国トーナメント決勝大会
- 番組2度目の公開録音が2009年2月22日ラゾーナ川崎にて行われ、ファミスタオンラインの準決勝以降の試合の模様と共に2009年3月3日に放送された。

出演者
- 荻原秀樹
- ビューティーこくぶ
- 井澤詩織

ゲスト
- 片岡安祐美（茨城ゴールデンゴールズ）

実況
- 斉藤一美（文化放送アナウンサー）